# Andrej Blatnik

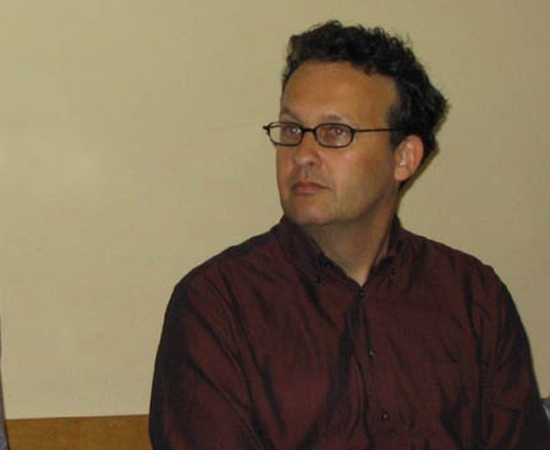
Andrej Blatnik (2008)

Andrej Blatnik (Liubliana, 22 de mayo de 1963) es un editor, escritor, traductor y profesor de escritura creativa esloveno.

## Biografía
Blatnik estudió literatura comparada, sociología de la cultura y literatura estadounidense en la Universidad de Liubliana. Obtuvo el doctorado en Comunicación en la Facultad de Ciencias Sociales de la misma universidad. A los veinte años publicó su primer volumen de cuentos (Šopki za Adama venijo), por el que recibió el premio Zlata Ptica en 1984. Actualmente trabaja como editor en la editorial Cankarjeva založba de Liubliana y enseña escritura creativa. De 2007 a 2015 fue presidente del jurado del Premio Internacional de Literatura de Vilenica. Ha publicado las novelas Tao ljubezni (1996, Cercano al amor) y Plamenice in solze (1987, Antorchas y lágrimas); cuatro libros de relatos cortos, entre ellos Cambios de piel (1990) y Zakon želje (2000, La ley del deseo), así como varios ensayos. Sus cuentos han sido traducidos a unos 30 idiomas y se han publicado en distintos países. Del inglés estadounidense ha traducido al esloveno obras de Anaïs Nin, Stephen King, Sylvia Plath y Paul Bowles.